# FODMAP
 (octobre 2019).
Les FODMAP (aliments fermentescibles) rassemblent les glucides à chaîne courte (oligosaccharides), les disaccharides, les monosaccharides et les alcools associés, peu absorbés par l'intestin grêle. Cela inclut les polymères saccharides à chaîne courte (oligo-) du fructose (les fructanes) et du galactose (les galactanes), des disaccharides (lactose), des monosaccharides (fructose), et les alcools du sucre (polyols) tels que sorbitol, mannitol, xylitol et maltitol.
Le terme FODMAP est l'acronyme dérivé de l'anglais : fermentable oligo-, di-, monosaccharides and polyols. Ces glucides sont abondants dans l'alimentation occidentale moderne. Restreindre ces FODMAP est bénéfique en cas d'intestin irritable ou d'autre trouble fonctionnel gastro-intestinal (TFGI). Le régime pauvre en FODMAP a été initialement développé à l'université Monash de Melbourne par Peter Gibson et Susan Shepherd,. Depuis, l'efficacité de ce régime alimentaire a été étudiée pour les personnes présentant des troubles intestinaux ; il est dorénavant admis et recommandé auprès des sujets colopathes.

## Physiopathologie des troubles fonctionnels intestinaux
C'est la distension de la lumière intestinale qui est à la base de nombreux troubles fonctionnels intestinaux : une telle distension peut provoquer des douleurs, une sensation de ballonnements, une distension abdominale et des troubles de la motilité. Les approches thérapeutiques cherchent à réduire les facteurs conduisant à une telle distension, particulièrement à l’extrémité du petit intestin et au début du gros. Les aliments qui peuvent induire la distension sont ceux qui sont peu absorbés dans l'intestin grêle proximal, actifs sur le plan osmotique et fermentés par la flore intestinale en produisant de l'hydrogène, et non du méthane. Les petites molécules FODMAP rassemblent ces caractéristiques.

## Absorption des FODMAP
La faible absorption de la plupart des hydrates de carbone FODMAP est commune chez l'être humain. Tous les FODMAP qui ne sont pas absorbés dans l'intestin grêle passent dans le gros intestin, où des bactéries les fermentent. La production gazeuse qui en résulte peut provoquer ballonnements et flatulences. La plupart des gens ne souffrent d'aucun symptôme significatif mais certains présentent le syndrome de l'intestin irritable. Chez ces derniers, une restriction des apports en FODMAP occasionne une amélioration des symptômes,,.
La malabsorption du fructose et l'intolérance au lactose peuvent provoquer les mêmes symptômes selon le même mécanisme ; cependant, contrairement aux FODMAP, rares sont les personnes dont l'absorption en est mauvaise. La plupart des personnes suivant un régime pauvre en FODMAP n'ont pas besoin de restreindre les apports, ni en fructose, ni en lactose. Au besoin, ces deux derniers troubles peuvent être diagnostiqués par des tests respiratoires au méthane ou à l'hydrogène expiré pour adapter le régime,.

## Sources alimentaires de FODMAP
L'importance des sources de FODMAP varie selon la géographie, l'ethnicité et d'autres facteurs. Les  FODMAP couramment consommés sont :
- les oligosaccharides, dont les fructanes et les galacto-oligosaccharides ;
- les disaccharides, dont le lactose ;
- les monosaccharides, dont le fructose ;
- les polyols, dont le sorbitol, le xylitol et le mannitol.

### Fructanes, galactanes et polyols (régime strict)

#### Sources de fructanes
Apportent des fructanes, le blé (même si l'épeautre en comporte relativement peu), le seigle, l'orge, les oignons, l'ail, les topinambours, les artichauts, les asperges, la betterave, la chicorée, les feuilles de pissenlit, les poireaux, la partie blanche des oignons nouveaux, les brocolis, les choux de Bruxelles, les choux,  le fenouil, le chocolat et les prébiotiques tels que les fructooligosaccharides (FOS), l'oligofructose et l'inuline,,.

#### Sources de galactanes
Les légumes secs et les haricots sont les principales sources alimentaires de galactanes (même si les haricots verts, le tofu et le tempeh en contiennent de relativement faibles quantités),.

#### Sources de polyols
Les polyols sont peu présents dans les végétaux naturels. On trouve du glycérol dans le vin (produit en début de fermentation), du sorbitol dans certains fruits (pommes, poires, pruneaux), et du mannitol dans plusieurs plantes (café, olivier, céleri, persil). Les polyols naturels, ainsi que des polyols de synthèse (xylitol, érythritol, maltitol, lactitol), sont autorisés dans beaucoup de produits alimentaires, en particulier dans les confiseries sans sucre. Si la proportion de polyols de synthèse dépasse 10 % dans certains produits alimentaires, un avertissement doit figurer sur l'étiquetage : « Une consommation excessive peut avoir des effets laxatifs. »

### Fructose et lactose (restriction souple)

#### Sources de fructose
D'une manière générale, ce sont tous les fruits, qui peuvent le contenir sous forme libre ou sous forme de saccharose (sucre), très vite dégradé en fructose et glucose dans l'intestin. De très nombreux produits alimentaires contiennent également du sucre et du sirop de glucose à haute teneur en fructose (HFCS).

#### Sources de lactose
La source naturelle de lactose est le lait animal. Un grand nombre de produits agroalimentaires contiennent également du lactose ou du lactosérum ajouté. Le lactose peut également faire l'objet d'une intolérance, plus répandue que l'intolérance au gluten ou aux FODMAPs.

## Risque de cancers
Il a été démontré que les oligosaccharides, disaccharides, monosaccharides et polyols fermentescibles (FODMAPs) sont impliqués dans les troubles gastro-intestinaux. Ils ont un potentiel pro-inflammatoire et des interactions avec le microbiote intestinal. De plus, une hypothèse a été émise que la consommation totale de FODMAP serait associée à une augmentation du risque de cancers (sans confirmation épidémiologique),

## Suggestion d'aliments pauvres en FODMAP
S'il s'agit d'écarter une longue liste d'aliments, il peut sembler utile de lister ceux qui sont admis selon ce régime.
Des aliments pauvres en FODMAP peuvent être :
- des légumes ; pousses de bambou, poivrons, chou de Chine, concombres, carottes, maïs, aubergines, laitue, légumes-feuilles, citrouille, pommes de terre, courges (doubeurre, courge d'hiver), ignames, tomates, courgettes ;
- des fruits : bananes, baies (hormis mûres et boysenberry), cantaloup, raisins, pamplemousse, melons honeydew, kiwi, kumquat, citrons, lime, mandarines, oranges, fruits de la passion, papaye, ananas, rhubarbe ;
- des protéines : tofu, tempeh, bœuf, poulet, thon en conserve, les œufs, blancs d'œuf, poisson, agneau, porc, crustacés, dinde, charcuterie (aliments préparés sans FODMAP ajoutés), noix (sauf noix de cajou et pistaches), les beurres de noix, les graines ;
- produits laitiers et alternatives ; produits laitiers sans lactose, en petites quantités : fromages affinés à pâte molle, fromages à pâte dure (cheddar, colby, parmesan, gruyère), sorbet (lait d'amande, lait de riz, glace au lait de riz), yaourt[16];
- des céréales ; grains sans blé / farine sans blé (y compris les céréales sans gluten, qui sont exemptes de blé, d'orge ou de seigle) et, avec discernement, les produits élaborés avec ces farines (par exemple, bagels, pains, biscuits, nouilles, crêpes, pâtes, bretzels, gaufres), flocons de maïs, crème de riz, du gruau, avoine, quinoa, riz, tapioca, tortillas de maïs ;
- des boissons : eau, café et thé, jus de fruits ou de légumes pauvres en FODMAP (un demi-verre de temps en temps).